# Kiss Cool
Kiss Cool est une marque de pastille rafraîchissante appartenant à la société Cadbury France. Le produit est décliné sous deux formats : « Kiss Cool » et « mini Kiss Cool ».
Le bonbon a été créé en 1988 par Kréma. C'est une des toutes premières confiseries de poche. Le bonbon est un petit carré qui donne une impression de fraîcheur basée notamment sur le menthol. Le slogan publicitaire est fondé sur la notion du « double effet Kiss Cool », suivi quelques années plus tard de « Kiss Cool, c'est frais mais c'est pas grave ».
La marque a appartenu à General Foods, aux côtés de Kréma, Hollywood, Malabar, et La Vosgienne ; elles ont ensuite fait partie de Kraft Jacobs Suchard, filiale de Kraft Foods, à la suite de la fusion de ce dernier avec General Foods au sein de Philip Morris, puis de Cadbury France.
Les confiseries sont produites en France sur le site de Saint-Genest-d'Ambière pour la gamme classique et Aix-en-Provence pour la gamme mini.
Il est principalement constitué de poudre de sorbitol, stéarate de magnésium, huile d'arachide et de parfum. Le bonbon est blanc et carré, incrusté de petites billes de couleur.
Une série d'automobiles Renault Twingo « Kiss Cool » a été lancée en janvier 2004.

## Évolution de la gamme
1. Gamme Kiss Cool : les bonbons sont vendus en paquet de 21 grammes
  - 1988 : parfum Menthe (couleur bleu) et Menthe douce (couleur vert)
  - 1993 : parfum Réglisse (couleur noir)
  - 1994 : parfum Citron (couleur jaune)
  - 1998 : le parfum Chlorophylle remplace le parfum Menthe douce
  - 2001 : la mention Chlorophylle est remplacée par Inhaler Effect
2. Gamme Mini Kiss Cool : les bonbons sont vendus en paquet de 12,5 g ; plus petits, ils sont plus concentrés
  - 1996 : parfum Menthe Extra forte (couleur bleu foncé)
  - 1997 : parfum Citron-Citron vert (couleur jaune)
  - 2002 : le parfum Inhaler Effect remplace le parfum Citron-Citron vert
3. Gamme Frigo
  - 2002 : parfum Pomme verte, Menthe extra forte, Cassis et Citron
4. Arrêt de la marque Kiss Cool et de toutes ses gammes
  - 2009 : Cadbury décide d'arrêter la marque Kiss Cool afin de prioriser le lancement de la marque Halls en France
  - 2013 : La marque effectue son retour sur le marché français.

## Campagnes publicitaires
Kiss Cool s'est fait très bien connaître au travers de publicités originales et décalées.
- Juillet 1988 : Adam et Ève
- Juillet 1988 : le sprinteur
- Mars 1990 : l'homme dans le désert
- Août 1992 : parodie du film Le Salaire de la peur
- Août 1993 : la mariée
- Février 1995 : le lapin
un homme déguisé en lapin, étant nerveux et transpirant avant de monter en scène devant des enfants qui l'acclament (en criant « Le lapin !! Le lapin !! »), prend un Kiss Cool pour se rafraîchir et saute devant eux, enthousiaste... pour se rendre compte qu'à la place des enfants se trouvent des chasseurs armés et agressifs continuant à crier : « Le lapin !! Le lapin !! »), le lapin se défilant lentement.
- Février 1995 : le lapin mini Kiss Cool
par rapport à la précédente, ce sont maintenant des cuisiniers qui l'attendent en scandant « Le lapin !! Au citron !! Le lapin !! Au citron !! ».
- Février 1997 : le lapin dans le laboratoire
la suite directe de la première, où le lapin fuit les chasseurs. Prenant un Kiss Cool au citron vert, il se retrouve cette fois face à des scientifiques vivisecteurs.
- Novembre 1999 : Schmurk et Blemish
c'est la deuxième campagne la plus marquante avec deux personnages de synthèse, où un petit animal à poil cherche à se rafraichir.
- Août 2000 : le Gloïde et les Ouinches
un prédateur ressemblant à une grenouille se fait passer pour une boîte pour avaler trois petits ouinches.
- Juillet 2001 : Micheloupatrick et Helmut et Mutt
la publicité évoque le pouvoir du « Inhaler effect » qui permet de dégager le nez.

## Dans la culture populaire
Un Kiss Cool a fait une apparition dans l'épisode 2, saison 1 de la série H.
Le slogan publicitaire "le double effet Kiss Cool" est aussi devenu une expression commune.